# Кудряшов, Александр Михайлович
Александр Михайлович Кудряшов (укр. Олександр Михайлович Кудряшов; 14 июля 1939, Подольск, Московская область, РСФСР, СССР — 6 января 2000, Симферополь, Республика Крым) — советский футболист, нападающий. Позже — тренер.

## Биография
Выступал за команду Подольска в чемпионате Подмосковья. В 1958 году перешёл в новосозданный симферопольский «Авангард», который возглавил Николай Глебов и тренировавший до этого подольский коллектив, который пригласил в команду группу игроков из Москвы. В составе «Авангарда» выступал в Первой лиге СССР. В 1960 году Глебов возглавил «Кайрат» и Кудряшов переехал в Казахстан. Сыграв в составе команды всего девять игр в чемпионате СССР, вернулся в Крым. Сезон 1962 года «Авангард» завершил на втором месте в своей зоне, а в финальном турнире завоевал бронзовые награды турнира. В связи с реорганизацией советского футбола, симферопольский коллектив стал выступать во Второй лиге. С 1963 года клуб стал именоваться «Таврия». Сезон 1965 года стал последним в игровой карьере Кудряшова. «Таврия» тогда добилась победы в своей зоне, а затем стала четвёртой в финальном турнире и добилась повышения в классе.
Всего за крымчан Александр Кудряшов провёл более 160 матчей. В 2013 году журналист Гарринальд Немировский включил его в символическую сборную «Таврии» первого десятилетия существования клуба.
По окончании карьеры футболиста работал детским тренером в симферопольском Училище олимпийского резерва. Среди его воспитанников футболист Александр Кунденок.

## Достижения
- Бронзовый призёр Первой лиги СССР (1): 1962

## Статистика
| Сезон | Клуб                   | Лига        | Чемпионат | Чемпионат | Кубок | Кубок |
| Сезон | Клуб                   | Лига        | Игры      | Голы      | Игры  | Голы  |
| ----- | ---------------------- | ----------- | --------- | --------- | ----- | ----- |
| 1958  | Авангард (Симферополь) | Первая лига | 9         | 0         |       |       |
| 1959  | Авангард (Симферополь) | Первая лига | 22        | 2         |       |       |
| 1960  | Авангард (Симферополь) | Первая лига | 4         | 0         |       |       |
| 1960  | Кайрат                 | Высшая лига | 4         | 0         |       |       |
| 1961  | Кайрат                 | Высшая лига | 5         | 1         |       |       |
| 1962  | Таврия                 | Первая лига | 33        | 0         | 1     | 0     |
| 1963  | Таврия                 | Вторая лига | 40        | 2         | 3     | 0     |
| 1964  | Таврия                 | Вторая лига | 36        | 1         | 3     | 0     |
| 1965  | Таврия                 | Вторая лига | 25        | 0         | 5     | 1     |